# 王京 (隆慶進士)
王京（1543年—？），字來覲，江西瑞州府上高縣人，民籍，治《詩經》。

## 生平
九月十五日生，行一。由縣學生中式嘉靖四十三年（1564年）甲子科江西鄉試第四十九名舉人。隆慶二年（1568年）中式戊辰科會試第二百六十六名，三甲第七十七名進士。授同安县知县，萬曆元年（1573年）官湖廣辰州府盧溪縣知縣，升衡州府同知，萬曆八年（1580年）升徽州府知府，

## 家族
曾祖王奇；祖父王治；父王秉忠，母李氏，重慶下。妻吳氏。弟室；郡；邑；啚；都。。